# Sądy II instancji w Polsce
Postępowanie sądowe, zgodnie z zasadą wyrażoną w art. 176 Konstytucji Rzeczypospolitej Polskiej jest co najmniej dwuinstancyjne.

## Postępowanie karne i w sprawach o wykroczenia
W postępowaniu karnym sądami II instancji są sądy okręgowe oraz sądy apelacyjne. W postępowaniu w sprawach o wykroczenia sądami II instancji są sądy okręgowe.
Zgodnie z art. 25 § 3 kodeksu postępowania karnego sąd okręgowy rozpatruje środki odwoławcze od orzeczeń i zarządzeń wydanych w pierwszej instancji w sądzie rejonowym oraz inne sprawy przekazane mu przez ustawę.
Sądy okręgowe jako sądy II instancji rozpatrują środki odwoławcze: apelacje i zażalenia:
- w sprawach o przestępstwa, które w I instancji są rozpatrywane przez sądy rejonowe,
- od zaskarżalnych czynności postępowania przygotowawczego, jeżeli sąd okręgowy jest właściwy do rozpoznania sprawy,
- od postanowień sądu rejonowego w przedmiocie zastosowania w postępowaniu przygotowawczym środka zapobiegawczego w postaci tymczasowego aresztowania.

Zgodnie z art. 26 kodeksu postępowania karnego sąd apelacyjny rozpoznaje środki odwoławcze od orzeczeń i zarządzeń wydanych w pierwszej instancji w sądzie okręgowym oraz inne sprawy przekazane mu przez ustawę.

### Postępowanie karne i w sprawach o wykroczenia przed sądami wojskowymi
W postępowaniu karnym przed sądami wojskowymi II instancji są wojskowe sądy okręgowe oraz Sąd Najwyższy. W postępowaniu w sprawach o wykroczenia sądami II instancji są wojskowe sądy okręgowe.
Zgodnie z art. 654 § 2 kodeksu postępowania karnego wojskowy sąd okręgowy rozpoznaje środki odwoławcze od orzeczeń i zarządzeń wydanych w pierwszej instancji w wojskowym sądzie garnizonowym oraz w wypadkach wskazanych w ustawie i z zachowaniem granic wskazanych w § 1 – od orzeczeń i zarządzeń wydanych w postępowaniu przygotowawczym.
Sąd Najwyższy jako sąd drugiej instancji, zgodnie z art. 655 § 1 pkt 1 kodeksu postępowania karnego, rozpoznaje środki odwoławcze od orzeczeń i zarządzeń wydanych w pierwszej instancji w wojskowym sądzie okręgowym.

## Postępowanie cywilne
W postępowaniu cywilnym sądami II instancji są sądy okręgowe oraz sądy apelacyjne.
Sąd okręgowy rozpatruje środki odwoławcze od orzeczeń, zarządzeń i postanowień wydanych w pierwszej instancji w sądzie rejonowym oraz inne sprawy przekazane mu przez ustawę.
Sąd apelacyjny rozpoznaje środki odwoławcze od orzeczeń, zarządzeń i postanowień wydanych w pierwszej instancji w sądzie okręgowym oraz inne sprawy przekazane mu przez ustawę.

## Postępowanie administracyjnosądowe
W postępowaniu administracyjnosądowym sądem II instancji jest Naczelny Sąd Administracyjny. Zgodnie z art. 15 § 1 pkt 1 ustawy Prawo o postępowaniu przed sądami administracyjnymi Naczelny Sąd Administracyjny rozpoznaje środki odwoławcze od orzeczeń wojewódzkich sądów administracyjnych.